# Bryggeriet Vestfyen
A/S Bryggeriet Vestfyen ligger i Assens på Vestfyn og blev grundlagt i 1885. Bryggeriet er siden 2021 ejet af den finske bryggerigruppe, Olvi Group. Bryggeriet Vestfyen producerer både øl og sodavand. Bryggeriet er Danmarks fjerdestørste bryggeri, kun overgået af Carlsberg, Royal Unibrew og Harboes.
De første 100 år af bryggeriets levetid foregik salget lokalt, men i dag og de seneste årtier er bryggeriets produkter kendt og efterspurgt i hele landet. Bryggeriet Vestfyen var indtil starten af dette årtusind mest kendt for at lave lavprisøl under navnet Vestfyen, men i 2004 begyndte man som et af de første bryggerier i Danmark at producere specialøl til detailhandlen. Dette gjorde man under brandet Willemoes, der blev startet som et samarbejde med COOP og som i dag sælges i 50cl og 66cl flasker samt 33cl dåser. Willemoes-øllene er i øvrigt opkaldt efter den danske krigshelt, Peter Willemoes, der ligesom bryggeriet kommer fra Assens.
Sidenhen har Bryggeriet Vestfyen udviklet flere specialølsbrands, herunder Bryggeriet Frejdahl, Indslev Bryggeri, Ugly Duck Brewing Co. og Bryggeriet Refsvindinge, hvilket faktisk gør Vestfyen til Danmarks næststørste specialølsproducent, kun overgået af Carlsberg.
I september 2021 offentliggjorde bryggeriet et strategisk samarbejde med den Canadisk-Amerikanske bryggerikoncern, Molson Coors Beverage Company, verdens femtestørste bryggeri. Samarbejdet inkluderer en eksklusivret for A/S Bryggeriet Vestfyen til at sælge fem verdenskendte premium brands på det danske marked: den velkendte tjekkiske øl Staropramen og de amerikanske øl, Miller Genuine Draft, Coors og Blue Moon, samt den indiske øl, Cobra.

## Historie
Den 4. februar 1885 kunne man i Assens Avis læse, at der var snak om at etablere et bryggeri, der skulle producere bayersk øl. Den 19. februar samme år indbød 32 mænd til møde på Hotel Postgården med henblik på at drøfte planerne om at bygge et bryggeri, som både skulle fremstille hvidtøl og bayersk øl. Mødet fandt sted den 28. februar og havde stor tilslutning.
Det var to fremsynede industrifolk, ingeniør Frederik Johannsen og cand.pharm, Herman A. Bayer, der var de primære foregangsmænd på projektet, og som også skød penge i etableringen af bryggeriet. Det var dog kun muligt med lokalbefolkningens opbakning at indsamle kapital nok til at kunne stifte bryggeriet, og opbakning var der masser af. 232 personer havde tegnet aktier for bryggeriet og man nåede en startkapital på 117.000 kr., svarende til lidt under 3 mio. kr. i nutidens penge.
Den 27. april 1885 anses som værende Bryggeriet Vestfyens fødselsdag, da det var denne dag en bestyrelse blev valgt og vedtægter blev lavet.
Herman Bayer blev bestyrer og Frederik Johannsen blev tilsynsførende.

### Opkøber det konkurstruede Indslev Bryggeri
Den 4. september 2018 offentliggøres det at A/S Bryggeriet Vestfyen opkøber det konkurstruede Indslev Bryggeri med henblik på at videreføre det stolte hvedeølsbryggeri. Med overtagelsen af Indslev Bryggeri overtog man således også de to tilhørende brands, Indslev Bryggeri og Ugly Duck Brewing Co.
Produktionen ligger stadig på Indslev Bryggeri i Indslev ved Nørre Aaby, og er Danmarks eneste bryggeri specialiseret i hvedeøl. Det er brygmester, Torben Steenholdt, der i dag udvikler øl for Indslev og Ugly Duck Brewing Co.

### A/S Bryggeriet Vestfyen indgår købsaftale med finske Olvi Group
Den 12. maj 2021 blev det offentliggjort at A/S Bryggeriet Vestfyen havde indgået en betinget købsaftale med den finske bryggerikoncern, Olvi Group, der betyder at Olvi vil overtage fuldt ejerskab over Bryggeriet Vestfyen, såfremt de nuværende aktionærer går med til at sælge sine aktieandele.
Bryggeriets storaktionærer, Bryggeriet Vestfyens Fond og Augustinus Industri A/S anbefalede de øvrige aktionærer at sælge sine aktier for at sikre bryggeriets overlevelse i fremtiden.
Olvi ønsker med købet af Bryggeriet Vestfyen at videreføre bryggeriet i Assens og lade det blive deres indgang til det skandinaviske marked.

## Administrerende direktører[6]
- 1885-1917: Herman Adolf Bayer
- 1917-1929: Otto Fabricius
- 1930-1934: Ove Claussen
- 1934-1935: Severin Fentz
- 1935-1944: Otto Dræbel
- 1944-1952: Carl Johan Thomsen
- 1952-1965: Erik Lintner
- 1965-1968: K. O. Mortensen
- 1968-1978: Leif Typkær
- 1978-1981: Peter Klemensen
- 1981-2003: Bent Bach Sørensen
- 2003-2019: Poul Mark
- 2019-2022: Rasmus Damsted Hansen
- Jan 2023-Feb 2023: Majken Filsø Sørensen (Konstitueret Adm. Direktør)
- 2023: Jette Andersen[10]

## Øl

### Vestfyen[11]
- Vestfyen Classic (4,6%)
- Vestfyen Pilsner (4,6%)
- Prins Kristian (5,7%)
- Vestfyen Light (2,6%)
- Vestfyen Mørkt Hvidtøl (1,8%)
- Vestfyen Maltøl (1,8%)
- Vestfyen Julebryg (5,7%)
- Vestfyen Jule Hvidtøl (1,8%)
- Vestfyen Påskebryg (5,7%)
- Danish Pride (8,0%) (UDGÅET)
- Vestfyen Forårsbryg (Specialøl 5,8%) (UDGÅET)
- Vestfyen Christmas Ale (Specialøl 6,5%) (UDGÅET)

## Specialøl

### Willemoes
I 2004 blev den første Willemoes-øl lanceret af A/S Bryggeriet Vestfyen i et samarbejde med COOP. Ølserien blev til på baggrund af den stigende interesse for specialøl hos de danske forbrugere, og den var således blandt de første specialøl der blev solgt i detailhandlen.
Willemoes er opkaldt efter den Assens-fødte krigshelt, Peter Willemoes, og skal ses som en hyldest til hans bedrifter.
I dag er Willemoes en af de mest kendte og solgte specialøl i Danmark, og flere af varianterne har gennem tiden vundet nationale og internationale priser. Det er i dag brygmester, Christoph Behnke, der udvikler øllet.

### Støckel
I januar 2013 lancerede A/S Bryggeriet Vestfyen en ny og mildere specialølserie under navnet "Støckel". Serien bestod af fire forskellige øl, der alle havde det tilfælles at de havde en lavere alkoholprocent end bryggeriets andre specialøl.
Støckel-serien udgik af produktion i 2018.

### Bryggeriet Frejdahl
I 2014 startede Bryggeriet Vestfyen sammen med designer og ideskaber, Jim Lyngvild, en serie øl under brandet Bryggeriet Frejdahl. Med inspiration fra fortidens vikinger er øllene navngivet efter nordisk mytologi, ligesom selve flaskernes design er inspireret af vikinger og nordisk mytologi.
Frejdahls øl er primært koncentreret omkring nordiske ingredienser, og de er mere udfordrende end almindelige specialøl.
Produkterne kan købes i Bilka og Føtex i hele landet, og sælges bl.a. i 75 cl. glasflasker med korkprop samt i 66 cl. glasflasker med kapsel.
I 2020 udkom en ny underserie under Bryggeriet Frejdahl, kaldet Alfheim. Denne serie er udviklet i 33 cl. glasflasker og skiller sig lidt ud fra Frejdahls øvrige vikingeunivers, ved at være mere farverig og mindre inspireret af vikinger. Dog er navnene på øllene stadig inspireret fra nordisk mytologi.

### Bryggeriet Refsvindinge
I 2001 indgik Bryggeriet Vestfyen en licensaftale med Bryggeriet Refsvindinge om at producere, sælge og distribuere Refsvindinges øl. Det gjorde man for at sikre at man kunne imødekomme den store efterspørgsel på især AZ Ale No. 16, Mors Stout og HP Bock. I dag produceres øllene stadig på Vestfyen.

### Indslev Bryggeri
Med opkøbet af Indslev Bryggeri i 2018 sikrede Bryggeriet Vestfyen sig også det anerkendte brand, Indslev Bryggeri.
Indslev Bryggeri er det eneste bryggeri i Danmark specialiseret i hvedeøl.
Det er brygmester, Torben Steenholdt, der udvikler øllene.

### Ugly Duck Brewing Co.
I 2012 blev Ugly Duck Brewing Co. stiftet på Indslev Bryggeri, hvor det stadig produceres den dag i dag. Med opkøbet af Indslev Bryggeri, overtog Bryggeriet Vestfyen således også Ugly Duck Brewing Co.
Ugly Duck Brewing Co. blev etableret som en form for provokerende og anderledes brand. Der er fokus på en international retning, hvor brandet kommunikerer på engelsk, ligesom alle navnene og etiketterne er på engelsk.
Brandet har vundet flere priser for sine øl, der oftest er kendetegnet ved en meget stærk humleprofil, hvor humlen er i fokus. Herudover eksperimenteres der ofte med udfordrende smage der skal skubbe forbrugernes grænser.
Ugly Duck Brewing Co. startede i 2016 en produktion af fadlagrede sour beers, og er i dag en af Danmarks førende inden for netop denne kategori.

## Private label produktion

### Øl til Coop
Bryggeriet Vestfyen producerer private label øl for COOP under navnet Pokal og Dansk Pilsner.

### Øl til Aldi
Bryggeriet Vestfyen producerede private label øl for Aldi under navnet Humleby.

### Øl til Lidl
Bryggeriet Vestfyen producerer private label øl for Lidl under navnet Karlens. I 2020 udviklede Bryggeriet Vestfyen og Lidl en ny specialølsserie under navnet Nordic Craft Beer som skulle sælges i Lidl. To af disse øl, Spring Ale og Ginger Beer, blev i 2021 nomineret til at være blandt de bedste private label produkter i Europa i kategorien alkoholiske drikkevarer. Begge øl gik endda videre i finalen mod to andre øl, men måtte dog se sig slået her.

## Sodavand
A/S Bryggeriet Vestfyen producerer også sodavand under navnene Vestfyen, Jolly og COOP.

### Jolly Cola
Danmarks originale sodavand, Jolly Cola, som blev etableret i 1959 som modsvar til Coca-Cola, af 18 danske bryggerier, heriblandt Bryggeriet Vestfyen, hører under selskabet Dansk Coladrik A/S.
Bryggeriet Vestfyen overtog i 2003 størstedelen af rettighederne og dermed produktionen af Jolly Cola, efter Albani var mislykket med at føre brandet videre efter Carlsberg.
Vestfyen relancerer Jolly Cola i 2003, og i 2004 udgør den ca. 25 % af COOPs cola-salg.
Igennem årene har man forsøgt med forskellige Jolly-varianter, der dog er trukket ud af produktion igen, heriblandt Jolly Kildevand, Jolly Cola Vanilje i 2015 og Jolly Energy Cola samt MadCat.
I 2014 forsøgte man igen at relancere Jolly Cola med Jim Lyngvild ombord, under inspiration fra 80'ernes succes og slogan "Sig Jolly til din cola".
Det lykkedes dog ikke efter planen, og i 2019 har man så igen forsøgt at relancere den ikoniske sodavand under et mere moderne design og udtryk samt sloganet "En ægte dansk original", som stadig er det udtryk som bruges i dag.